# Great Bedwyn
Koordinaten: 51° 23′ N, 1° 36′ W
Great Bedwyn ist ein Ort im Osten der Grafschaft Wiltshire und eine Kirchengemeinde mit 1347 Einwohnern (Stand: 2002). Great Bedwyn hat einen Bahnhof an der Bahnstrecke Reading–Taunton. Der Kennet-und-Avon-Kanal trennt den Ort in zwei Teile. Der River Dun entsteht am südlichen Ende des Ortes.

## Sehenswürdigkeiten
- Kirche St Mary's: 1092 errichtet

## Persönlichkeiten
Söhne und Töchter:
- Thomas Willis (1621–1675), englischer Arzt und Begründer der Anatomie des Nervensystems